# اوا بوروویک
اِوا بوروویک (لهستانی: Ewa Borowik؛ زادهٔ ۲۸ اوت ۱۹۵۰) بازیگر اهل لهستان است.
از فیلم‌ها یا مجموعه‌های تلویزیونی که وی در آن‌ها نقش داشته‌است، می‌توان به پیمان ورشو، اجاره‌نشین‌ها، رمز انیگما، قانون حقیقی، دهن‌به‌دهن و ماگدا ام. اشاره نمود.